# Cercolophia borelli
Cercolophia borelli är en ödleart som beskrevs av  Mario Giacinto Peracca 1897. Cercolophia borelli ingår i släktet Cercolophia och familjen Amphisbaenidae. Inga underarter finns listade i Catalogue of Life.